# Auswertung der PISA-Studien: Einfluss des sozialen Hintergrunds
Die PISA-Schulstudien der OECD umfassen einen zweistündigen Leistungstest sowie eine knapp einstündige Fragebogensitzung. In den Fragebögen werden insbesondere Daten zum sozialen Hintergrund erhoben. Im Rahmen der Auswertung der PISA-Studien wurde der Einfluss des sozialen Hintergrunds auf die Testergebnisse ausführlich untersucht.
In der internationalen Auswertung der einzelnen PISA-Zyklen ist jeweils ein Kapitel dem Zusammenhang zwischen der Testleistung und verschiedenen Hintergrundvariablen gewidmet. Dabei wird im Wesentlichen nur die Leistung im jeweils schwerpunktmäßig getesteten Aufgabengebiet analysiert (Lesen in PISA 2000, Mathematik im Jahr 2003, Naturwissenschaften im Jahr 2006). Präsentation und Interpretation der Daten erfolgen aber jedes Mal in ähnlicher Weise. Dabei wird eine Vielzahl von Kennziffern produziert und in verschiedenerlei Tabellen und Grafiken mitgeteilt. Zum Teil können diese Ergebnisse als Länder-Ranglisten gelesen werden.
Um sozialen Hintergrund eindimensional zu quantifizieren, wird unter anderem ein „International Socio-Economic Index of Occupational Status“ (ISEI) verwendet, genauer gesagt der Wert des höher bewerteten Elternteil (highest ISEI = HISEI). Der Zusammenhang zwischen der Testleistung und diesem Index ist in Deutschland überdurchschnittlich stark. Im Jahr 2000 wurde im Schwerpunktgebiet Lesen für Deutschland unter allen 32 Teilnehmerstaaten der stärkste HISEI-Gradient ermittelt (gefolgt von der Tschechischen Republik, der Schweiz und Luxemburg). Dieser ungünstige Spitzenplatz wurde in der nationalen Auswertung durch die deutsche Projektleitung deutlich herausgestellt und erreichte eine breite Öffentlichkeit. Wegen dieser nachhaltigen Wirkung, die sich auch in umfangreicher Literatur niedergeschlagen hat, konzentriert sich die folgende Darstellung auf die Ergebnisse für Deutschland.
Beachtung haben in Deutschland insbesondere die folgenden Ergebnisse gefunden:
- Starker Zusammenhang zwischen Testleistung und sozialer Schichtzugehörigkeit;
- im internationalen Vergleich extrem starker Einfluss des Migrationshintergrunds, der aber mehrheitlich mit ungünstigen sozialen Bedingungen parallel läuft;
- erhebliche soziale Bedingtheit der Schulwahl auch bei gleicher Testleistung;
- Ost-West- und Nord-Süd-Unterschiede im Bundesländervergleich, die angesichts der schieren Menge an Teilergebnissen aber kein klares Bild ergeben.

## Methodik

### Leistungsdaten
Jeder Testteilnehmer bearbeitet etwa 45 bis 60 Testaufgaben, die ganz überwiegend nur mit „richtig“ oder „falsch“ bewertet werden. Entsprechend der Anzahl richtiger Aufgabelösungen wird jedem Probanden pro Aufgabengebiet ein Punktwert zugeschrieben, der als „Kompetenz“ interpretiert wird. Kritiker weisen darauf hin, dass PISA-Ergebnisse nicht nur fachbezogene Fähigkeiten widerspiegeln, sondern zum Beispiel auch Motivation und Testfähigkeit (Vertrautheit mit dem Aufgabenformat, qualifiziertes Raten, Zeiteinteilung, Stressresistenz).
PISA testet nicht nur Schulwissen, sondern auch die Fähigkeit, dieses Wissen zu reflektieren und auf Alltagsfragen anzuwenden. Dieses Bildungsziel wird im Englischen als literacy bezeichnet; in den deutschen Berichten wird der Begriff unübersetzt übernommen. Um literacy zu testen, beginnen sämtliche Mathematik- und Naturwissenschaftsaufgaben mit zum Teil umfangreichen Einleitungstexten. Da der gesamte Test unter erheblichem Zeitdruck stattfindet, hängen sämtliche Leistungsergebnisse, nicht nur im Aufgabenbereich Lesen, erheblich von der Fähigkeit zu schnellem, sinnerfassendem Lesen ab. Im internationalen Vergleich führt das zu Verzerrungen, weil die Aufgabentexte in verschiedenen Sprachen unterschiedlich lang und unterschiedlich schwer zu lesen sind. Zum Beispiel umfassen die Mathematikaufgaben im Deutschen 16 % mehr Buchstaben als im Englischen.

### Sozialdaten
Mit dem Questionnaire werden Hintergrunddaten im Umfang von mehreren Hundert Bits pro Testteilnehmer erhoben. Manche Auswertungen (zum Beispiel zum Migrationshintergrund) beziehen sich auf ganz bestimmte Bits. Andere Auswertungen folgen dem Ansatz des Konsortiums, Informationen zum sozialen Hintergrund in eine globale Kennzahl zusammenzufassen.
In PISA 2000 wurde der soziale Hintergrund allein aufgrund eines sozioökonomischen Indexwertes des elterlichen Berufs (HISEI) bewertet.
In PISA 2003 wurde ein neudefinierter „index of economic, social and cultural status“ (ESCS) verwendet, der als Hauptkomponente (Eigenvektor zum größten Eigenwert der Matrix der Korrelationskoeffizienten) der folgenden drei Subindizes bestimmt wird:
- Der schon erwähnte „international socio-economic index of occupational status“ (ISEI) nach Ganzeboom (1992), wobei nur der Wert des diesbezüglich höher bewerteten Elternteils berücksichtigt wird („highest ISEI“ = HISEI);
- die Ausbildungsdauer des länger ausgebildeten Elternteils, erschlossen aus den Schülerangaben zu den Ausbildungsabschlüssen der Eltern;
- eine Rasch-skalierte Kennzahl, die die Ausstattung des Haushalts mit einzelnen Kulturgütern (Geschirrspülmaschine, Taschenrechner, Internetzugang, Gedichtbände, Kunstwerke, …) zusammenfasst.

Die Autoren der deutschen Berichte äußern theoretische Vorbehalte gegenüber dem ISEI, den sie für wenig fundiert und unanschaulich halten, und vor allem gegenüber dem ESCS, dem sie vorwerfen, er verstelle den Blick für die tatsächlichen sozialen Ungleichheitsverhältnisse und er sei weder von Land zu Land, noch von Testzyklus zu Testzyklus vergleichbar.
Für eigene Auswertungen bevorzugt das deutsche Konsortium eine gröbere Einteilung der elterlichen Berufe in sieben Sozialschichten. Unter Berufung auf Erikson/Goldthorpe/Portocarero (1979) werden diese Schichten auch als EGP-Klassen bezeichnet. Für Deutschland wurde in PISA 2000 folgende Schichtverteilung der Schülereltern gefunden:
| EGP  | Sozialschicht                                    | Vater  | Mutter |
| ---- | ------------------------------------------------ | ------ | ------ |
| I    | Obere Dienstklasse                               | 20,7 % | 7,4 %  |
| II   | Untere Dienstklasse                              | 16,5 % | 22,8 % |
| III  | Routinedienstleistungen in Handel und Verwaltung | 4,9 %  | 39,4 % |
| IV   | Selbständige                                     | 12,5 % | 5,9 %  |
| V,VI | Facharbeiter und Arbeiter mit Leitungsfunktion   | 26,0 % | 7,3 %  |
| VII  | An- und ungelernte Arbeiter, Landarbeiter        | 19,5 % | 17,1 % |

In PISA 2003 konnte wegen fehlender Angaben keine EGP-Schichtzugehörigkeit ermittelt werden; in PISA 2006 hat der Anteil der Selbständigen und Routinedienstleister (IV,III) leicht abgenommen, der der oberen Dienstklasse zugenommen.

### Umgang mit fehlenden Daten
Wie in fast allen umfragebasierten Sozialstudien wird auch in PISA die Datenauswertung durch einen nicht unerheblichen Anteil fehlender Antworten erschwert. Einige Schüler brechen den Test vor oder während der Fragebogen-Sitzung ab, andere beantworten nicht alle Fragen. Wenn man sämtliche Teilnehmer, die irgendeine Frage nicht beantwortet haben, von der Auswertung ausschlösse, wäre der Datensatz so stark reduziert, dass man mit unabsehbaren Verzerrungen rechnen müsste. Ein besseres Vorgehen wäre, fallweise bei jeder Teilauswertung nur diejenigen Schüler auszuschließen, bei denen konkret benötigte Einzelangaben fehlen. Allerdings würde dann jedem Teilergebnis eine andere Teilstichprobe zugrunde liegen, und von Fall zu Fall wäre immer noch mit erheblichen Verzerrungen zu rechnen.
Stattdessen werden in PISA fehlende Antworten imputiert: Es wird angenommen, dass die jeweils gegebenen Antworten ausreichen, um den sozialen Hintergrund eines Schülers so genau zu charakterisieren, dass die fehlenden Angaben durch Zufallszahlen ersetzt werden können, deren Häufigkeitsverteilung sich an den Antworten der übrigen Schüler mit vergleichbarem Hintergrund orientiert. Konkret wird im internationalen Datensatz der ESCS-Index imputiert, wenn aufgrund der Schülerangaben eigentlich nur zwei der benötigten drei Subindizes berechnet werden können. Das deutsche PISA-Konsortium geht darüber hinaus und imputiert den ESCS auch dann, wenn weniger als zwei Subindizes vorliegen. Grund ist wahrscheinlich, dass in Deutschland eine besonders gründliche Stichprobe unter Einschluss von Sonderschulen gezogen wurde und der Primärdatensatz deshalb überdurchschnittlich lückenhaft ist. Die Restunsicherheit der Daten nach Imputation der fehlenden Angaben scheint bisher nicht quantitativ abgeschätzt worden zu sein.

### Zuverlässigkeit der Schülerangaben
Französische Regierungsstellen haben die OECD vor der Verwendung des ISEI gewarnt, weil Schülerauskünfte über Beruf und Ausbildung ihrer Eltern zu unzuverlässig seien. Die OECD akzeptierte diesen Einwand nur für das Land, aus dem er erhoben wurde: „In the case of France, questions remain about the reliability of students' responses regarding parental occupation and education“.
In Deutschland wurden die Schülerangaben durch eine Befragung der Eltern validiert. Bei den Angaben zum Schulabschluss der Eltern lag die Übereinstimmung von Schüler- und Elternangaben bei den häufigsten Abschlüssen um die 70 %, bei „exotischen“ Abschlüssen deutlich darunter. Hatten die Eltern die Fachhochschulreife, gaben das nur 27 % der Kinder korrekt an (Müttern wird in diesem Fall eher die Mittlere Reife, Vätern das Abitur zugeschrieben).
Beim beruflichen Bildungsabschluss und beim vierstellig kodierten Beruf lag die Übereinstimmung von Schüler- und Elternangaben bei rund 40 %; beim daraus resultierenden, zweistellig kodierten ISEI bei ungefähr 45 %. Dennoch meinen Maaz u. a. zusammenfassend, dass Schüler als „zuverlässige Informanten zur Erhebung von Bildungs- und Berufsmerkmalen der Eltern“ angesehen werden können.

### Zusammenhangsmaße: Quantildifferenzen, Gradient, Korrelationskoeffizient
Um die Abhängigkeit der Testleistung vom sozialen Hintergrund zu quantifizieren und in Form von Ranglisten vergleichbar zu machen, werden in den PISA-Berichten verschiedene Zusammenhangsmaße verwendet. Das deutsche Konsortium verwendet bevorzugt den nicht-technischen Ausdruck Kopplung, als eine Art Oberbegriff für verschiedene mathematischen Zusammenhangsmaße.
Besonders anschaulich und leicht verständlich ist die Angabe von Quantildifferenzen. Zum Beispiel kann man die Probanden nach ihrem HISEI-Indexwert geordnet in vier gleich große Gruppen einteilen und für jedes dieser vier Quartile den Leistungsmittelwert berechnen. Dann kann man die Differenz zwischen den Leistungsmittelwerten des ersten und des letzten Quartils bilden und erhält so ein eindimensionales und damit in Form von Ranglisten mitteilbares Maß für die Stärke des Zusammenhangs von elterlichem Beruf und Schülerleistung. Um dieses Maß noch anschaulicher zu machen, wird das unterste Quartil als „Arbeiterschicht“, das oberste Quartil als „Oberschicht“ bezeichnet. Die Daten der beiden mittleren Quartile bleiben bei dieser Auswertung unberücksichtigt.
Zwei andere Zusammenhangsmaße, Gradient und Korrelationskoeffizient, beruhen auf linearer Regression: in einem Koordinatensystem wird die abhängige Variable, also die Testleistung gegen die unabhängige Variable, den jeweils betrachteten Sozialindex, aufgetragen. Nun wird für jeden Schüler ein Datenpunkt eingetragen. Man erhält eine Punktewolke, deren mehr oder weniger diagonale Häufigkeitsverteilung einen mehr oder weniger starken Zusammenhang verrät.
Durch diese Punktewolke zieht man eine Ausgleichsgerade, und zwar so, dass der mittlere quadratische vertikale Abstand der Punkte von der Geraden minimiert wird. Die Steigung dieser Geraden wird als Gradient bezeichnet; im speziellen Fall als sozialer Gradient. Wenn eine Gerade nicht nur aufgrund statistischer Zufälligkeiten, sondern aufgrund eines direkten oder indirekten Kausalzusammenhangs ansteigt, dann bringt der Gradient die Stärke dieses Zusammenhangs zum Ausdruck.
Den Korrelationskoeffizienten R2 erhält man aus dem Gradienten, indem man diesen durch die Streuung der unabhängigen und der abhängigen Variablen dividiert. Dadurch erhält man eine dimensionslose Zahl, die Werte zwischen 0 und 1 annimmt. In den PISA-Berichten wird der Korrelationskoeffizient regelmäßig als Varianzaufklärung bezeichnet: wenn eine Punktwolke zum Beispiel den Wert R2=0,16 liefert, dann wird gesagt, dass der soziale Hintergrund 16 % der Varianz der Testleistung „erklärt“. Dieses „Erklären“ ist als statistische Fachsprache zu verstehen; es setzt voraus, dass zwischen unabhängiger und abhängiger Variabler ein unmittelbarer Kausalzusammenhang besteht.

## Ergebnisse des internationalen Vergleichs

### Lese-Schwerpunkt 2000
Deutschland hatte im Lesetest 2000
- die stärkste Streuung (111 Punkte, gefolgt von Neuseeland 108, Belgien 107; OECD-weit auf 100 normiert; niedrigste Werte Japan 86, Spanien 85, Korea 70);
- die größte Differenz zwischen erstem und viertem HISEI-Quartil (ebenfalls 111 Punkte, gefolgt von Belgien und der Schweiz mit je 106; geringste Werte Island 50, Korea 33, Japan 27);
- den stärksten HISEI-Gradienten (45,1, gefolgt von der Tschechischen Republik 42,9 und Ungarn 40,0; geringste Werte wiederum Island 18,7, Korea 15,3, Japan 9,2);
- den zweitgrößten Korrelationskoeffizienten (0,41, hinter Ungarn 0,43);
- den zweitgrößten Leistungsrückstand von Schülern aus Einwandererfamilien, die zu Hause nicht die Testsprache sprechen (über 110 Punkte, knapp hinter Belgien).[29] Die Testleistung war also in Deutschland so stark wie nirgendwo sonst mit dem sozioökonomischen Niveau des elterlichen Berufs korreliert. Diese schlechte Nachricht wurde in der Öffentlichkeit als ein Hauptergebnis von PISA rezipiert und ist im kollektiven Gedächtnis haften geblieben, obwohl die Folgerunden deutlich günstigere Ergebnisse lieferten.

Aus einer überdurchschnittlich starken Korrelation darf man jedoch nicht auf einen überdurchschnittlich starken Kausalzusammenhang schließen. Die ebenfalls überdurchschnittlich starke Korrelation zwischen Testleistung und Migrationsstatus deutet vielmehr darauf hin, dass zur starken Varianz der deutschen Testleistungen neben sozialen auch kulturelle und sprachliche entscheidend beitragen. Die PISA-Auswerter konstruieren deshalb elaborierte Pfadmodelle. Diese Modelle enthalten jedoch so viele Parameter, dass die Ergebnisse nicht mehr sinnvoll in Form von Staaten-Rankings mitteilbar sind.

### Mathematik-Schwerpunkt 2003
2003 wies Deutschland die zweitgrößte Differenz zwischen erstem und viertem HISEI-Quartil auf (102, nach Belgien 108 und vor Ungarn 98); die anderen HISEI-Zusammenhangsmaße wurden nicht mitgeteilt, da sich die Auswertung überwiegend auf den ESCS-Index stützte. In der Rangliste der ESCS-Gradienten lag Deutschland (47) am oberen Rand eines breiten Mittelfeldes; die Abweichung vom OECD-Durchschnitt (42) wurde als statistisch nicht signifikant eingeschätzt (an der Spitze lagen Ungarn und Belgien je 55 und die Slowakei 53; am Ende Mexiko und Portugal je 29 sowie Island 28). Als signifikant überdurchschnittlich wurde hingegen der Korrelationskoeffizient (normierter Gradient, als „Varianzaufklärung“ bezeichnet; 0,23; drittgrößter Wert hinter Ungarn 0,27 und Belgien 0,24) eingestuft.
Zum ESCS tragen außer dem elterlichen Berufsniveau auch noch der höchste elterliche Bildungsabschluss und die Ausstattung des Haushalts mit Kulturgütern bei. In diesem Zusammenhang zitiert das deutsche Konsortium regelmäßig Pierre Bourdieu und James Samuel Coleman, die den Begriff „kulturelles Kapital“ geprägt haben.
Bei den Bildungsabschlüssen wird grob zwischen drei Stufen unterschieden: (1) Kein Abschluss bis Mittlere Reife, (2) abgeschlossene Lehre, Abitur o. ä., (3) Fachschulabschluss, Meisterprüfung, Hochschulabschluss. Im OECD-Durchschnitt beträgt der Kompetenzunterschied zwischen den Stufen (1) und (3) 88 Punkte. Sehr gering fällt der Unterschied in Finnland (42 Punkte) und Portugal (44 Punkte) aus. Sehr groß ist er in der Slowakischen Republik (144 Punkte Unterschied). Auch in Deutschland ist er mit 106 Punkten relativ hoch.
Auch die Ausstattung des elterlichen Haushalts mit Kulturgütern (Kunstwerke, klassische Literatur, Gedichte) ist mit der Testleistung positiv korreliert. Im OECD-Durchschnitt liegt der Unterschied in der Mathematikkompetenz zwischen Schülern aus dem Viertel der Familien mit den meisten Kulturgütern und Schülern aus dem Viertel der Familien mit den wenigsten Kulturgütern bei 66 Punkten. Auch in Deutschland liegt der Unterschied bei 66 Punkten. Die geringsten Unterschiede gibt es in Island (34), der Schweiz (35), Kanada (42) und Finnland (44). Die größten in Ungarn (86), Belgien (81), Dänemark (81) und Schweden (81).

### Naturwissenschafts-Schwerpunkt 2006
2006 machte das deutsche Konsortium seinen Dissens mit der internationalen Projektleitung öffentlich und stützte seinen Bericht ausschließlich auf den HISEI, während die OECD nach wie vor auf den ESCS setzt. Sowohl der HISEI-Gradient der deutschen Testleistung als auch der zugehörige Korrelationskoeffizient liegen am oberen Rand eines breiten Mittelfeldes und sind nicht signifikant vom OECD-Mittel verschieden; ungünstige Werte haben Tschechien, Luxemburg und Frankreich. Erstmals wurde auch eine Trendaussage getroffen: im Lesen, das 2003 und 2006 nebenbei weitergetestet worden war, hat der HISEI-Gradient von 45 auf 35 abgenommen und liegt nun hinter Tschechien, Luxemburg, Portugal, Frankreich, Belgien, Ungarn und gleichauf mit den Niederlanden, Österreich und der Slowakei. Die Autoren messen den meisten Schwankungen keine Bedeutung bei und erklären sie mit Veränderungen in der Stichprobenausschöpfung und fehlenden Werten.

## Ergebnisse Deutschland-spezifischer Auswertungen
Sobald die Auswertung über einfache Zusammenhangsmaße hinausgeht, ist ein internationaler Vergleich, zumal in Form von eindimensionalen Ranglisten, nicht mehr möglich. Fragestellungen und Modelle müssen sich an den spezifischen Gegebenheiten in den einzelnen Staaten orientieren. Der überwiegende Teil der Datenauswertung durch das deutsche Konsortium konzentriert sich deshalb auf den deutschen Anteil des internationalen Datensatzes. Dabei werden zum Teil auch Daten aus den deutschen Ergänzungsuntersuchungen (PISA-E) einbezogen.

### Soziale Herkunft und Bildungsbeteiligung
Die soziale Disparität der Bildungsbeteiligung zeigt sich in Deutschland besonders deutlich am Besuch unterschiedlicher Schulformen. In PISA 2006 wurde, wie schon in PISA 2000, der Schulbesuch nach EGP-Klassen aufgeschlüsselt:
| EGP  | Sozialschicht                                    | Hauptschule | Realschule | Gymnasium | Andere |
| ---- | ------------------------------------------------ | ----------- | ---------- | --------- | ------ |
| I    | Obere Dienstklasse                               | 9 %         | 26 %       | 52 %      | 13 %   |
| II   | Untere Dienstklasse                              | 13 %        | 25 %       | 41 %      | 20 %   |
| III  | Routinedienstleistungen in Handel und Verwaltung | 20 %        | 24 %       | 30 %      | 26 %   |
| IV   | Selbständige                                     | 23 %        | 31 %       | 23 %      | 23 %   |
| V,VI | Facharbeiter und Arbeiter mit Leitungsfunktion   | 24 %        | 25 %       | 21 %      | 29 %   |
| VII  | An- und ungelernte Arbeiter, Landarbeiter        | 28 %        | 22 %       | 14 %      | 36 %   |
|      | Gesamt                                           | 19 %        | 25 %       | 31 %      | 25 %   |

Der unterschiedliche Schulbesuch spiegelt im Wesentlichen eine Entscheidung wider, die am Ende der Grundschulzeit (i. d. R. nach vier Schuljahren) gefallen ist; Schulwechsel im Verlauf der Sekundarstufe I haben vernachlässigbare Auswirkungen auf das Gesamtbild.

#### Primäre und sekundäre Disparitäten
Zur weiteren Analyse ist „die Trennung von primären, durch Leistung gedeckten Ungleichheiten und sekundären, allein sozialschichtbedingten Ungleichheiten von großem Interesse“. Sekundäre Ungleichheit entsteht, weil die Schulentscheidung der Eltern nicht allein auf der Schulleistung des Kindes beruht, sondern unter anderem vom Motiv des intergenerationellen Statuserhalts, von unterschiedlichen Erfolgserwartungen und von schichtabhängigen Kosten-Nutzen-Relationen geprägt ist; auch das Beratungsverhalten des Grundschullehrers kann von solchen Faktoren beeinflusst sein.
Um abzuschätzen, wie bedeutsam diese sekundären Disparitäten sind, wird der Schulbesuch bei festgehaltener PISA-Testleistung nach Sozialschichten aufgeschlüsselt. Dabei werden verschiedene Leistungsmerkmale zugrunde gelegt: gar keine (Modell I), Problemlöseaufgaben aus dem deutschen Ergänzungstest (Modell II) oder zusätzlich die internationalen Leseaufgaben (Modell III).
Die Ergebnisse werden als Odds Ratios (dt. Chancenverhältnisse) mitgeteilt. Für PISA 2006 lauten die Chancenverhältnisse für Gymnasialbesuch versus Realschulbesuch:
| EGP  | Sozialschicht                                    | Modell I | Modell II | Modell III |
| ---- | ------------------------------------------------ | -------- | --------- | ---------- |
| I    | Obere Dienstklasse                               | 2,7      | 2,5       | 2,2        |
| II   | Untere Dienstklasse                              | 2,1      | 2,1       | 1,9        |
| III  | Routinedienstleistungen in Handel und Verwaltung | 1,6      | 1,4       | 1,3        |
| V,VI | Facharbeiter und Arbeiter mit Leitungsfunktion   | 1        | 1         | 1          |
| VII  | An- und ungelernte Arbeiter, Landarbeiter        | 0,7      | 0,8       | 0,8        |

Die Zahlen zu Modell I ergeben sich im Prinzip unmittelbar aus den oben wiedergegebenen prozentualen Schulbesuchsquoten. Ein Beispiel: Ein Jugendlichen aus der EGP-Klasse I hat die Chance 52:26=2,0, ein Gymnasium statt einer Realschule zu besuchen. Für einen Jugendlichen aus Klasse V/VI stehen die Chancen hingegen 21:25=0,84. Daraus erhält man einen Odds Ratio von 2,0/0,84=2,4. Das bedeutet: für ein Kind leitender Angestellter ist die Chance, ein Gymnasium statt einer Realschule zu besuchen, 2,4-mal so groß wie für ein Facharbeiterkind.
Allerdings stimmt der in diesem Beispiel erklärte Zahlenwert 2,4 nicht genau mit dem Tabellenwert 2,7 überein. Die Abweichung erklärt sich damit, dass sämtliche Odds Ratios ohne Sonder- und Berufsschüler berechnet wurden. Das zeigt, wie empfindlich Odds Ratios von Details der Stichprobendefinition abhängen können. Die Auswertung über Odds Ratios ist auch insofern problematisch, als dieses Konzept bei der verkürzten Wiedergabe von Studienergebnissen in der Presse häufig mit Wahrscheinlichkeitsverhältnissen oder relativem Risiko verwechselt wird.
Gegenüber PISA 2000 haben die Odds Ratios deutlich abgenommen; der höchste Wert war damals noch 4,2.
Es ist unklar, ob sich in dieser kurzen Zeitspanne schon der säkulare Trend zur Egalisierung von Bildungschancen äußert.

#### Testleistung nach Schulform
Es zeigte sich, dass die besuchte Schulform einen großen Einfluss auf die Kompetenzen hat. Die größten Kompetenzen erwarben die Schüler auf dem Gymnasium, die geringsten auf der Hauptschule. Gesamtschule und Realschule liegen in der Mitte. Statistisch ist auf dem Gymnasium der Kompetenzerwerb am wenigsten an die soziale Herkunft gekoppelt.

### Einfluss einzelner soziodemographischer Merkmale

#### Wo haben Schüler mit Migrationshintergrund die größten Erfolgschancen?
Mit der Sonderstudie Where Immigrant Students Succeed – a comparative Review of Performance and Engagement from PISA 2003 (deutscher Titel: Wo haben Schüler mit Migrationshintergrund die größten Erfolgschancen? – Eine vergleichende Analyse von Leistung und Engagement in PISA 2003) wurde ermittelt, ob Migrantenkinder im Schulsystem ebenso erfolgreich sind wie autochthone Schüler und Schülerinnen.
Ein erstes Ergebnis war, dass kein ausschlaggebender Zusammenhang zwischen dem Umfang der zugewanderten Schüler und Schülerinnen in den Beispielländern einerseits und dem Umfang der zwischen Migrantenkindern und einheimischen Schülerinnen und Schülern beobachteten Leistungsunterschiede andererseits besteht. Dies widerlege die Annahme, wonach sich ein hohes Zuwanderungsniveau negativ auf die Integration auswirke.
Im Ländervergleich dieser Studie ist Deutschland das Schlusslicht bei der Integration von Migrantenkindern der zweiten Generation. Obschon den Migrantenkindern von der Studie Lernbereitschaft und eine positive Einstellung attestiert wurde, sind ihre Erfolgschancen im deutschen Bildungssystem geringer als in jedem anderen der 17 untersuchten Staaten:
- Im Durchschnitt liegen Migrantenkinder gegenüber einheimischen Kindern um 48 Punkte zurück; in Deutschland jedoch um 70 Punkte. Am größten sind die Unterschiede in den Naturwissenschaften, am geringsten in der Lesekompetenz.[45]
- Während in fast allen anderen teilnehmenden Staaten in der zweiten Generation die Migrantenkinder höhere Leistungspunktzahlen erreichen, sinken diese in Deutschland noch einmal extrem: Migrantenkinder der zweiten Generation liegen hinter ihren Mitschülern und Mitschülerinnen rund zwei Jahre zurück. Über 40 % erreichen von ihnen nicht die Grundkenntnisse der Leistungsstufe 2 in Mathematik und schneiden auch in der Lesekompetenz ähnlich schlecht ab.

Detailliertere, auf die PISA 2000 Untersuchung aufbauende Studien zeigen, dass im Ergebnis nicht die Herkunft als solche, sondern neben der im Elternhaus gesprochenen Sprache, das Ausbildungsniveau der Eltern, insbes. der Mutter, über den Bildungserfolg entscheidet – ein Zusammenhang, der gleichermaßen auch für die einheimische Bevölkerung festgestellt wurde.
| Leistungspunkte in Mathematik der 15-jährigen Schüler und Schülerinnen                     | Leistungspunkte in Mathematik der 15-jährigen Schüler und Schülerinnen | Leistungspunkte in Mathematik der 15-jährigen Schüler und Schülerinnen | Leistungspunkte in Mathematik der 15-jährigen Schüler und Schülerinnen |
|                                                                                            | Schüler ohne Migrationshintergrund                                     | Schüler der ersten Generation*                                         | Schüler der zweiten Generation**                                       |
| OECD-Durchschnitt                                                                          | 523                                                                    | 475                                                                    | 483                                                                    |
| Deutschland                                                                                | 525                                                                    | 454                                                                    | 432                                                                    |
| ------------------------------------------------------------------------------------------ | ---------------------------------------------------------------------- | ---------------------------------------------------------------------- | ---------------------------------------------------------------------- |
| *im Ausland geboren, ausländische Eltern – **im Erhebungsland geboren, ausländische Eltern |                                                                        |                                                                        |                                                                        |

Dass Jugendliche ausländischer Herkunft, die selbst zugewandert sind („1. Generation“), nach dieser Tabelle generell bessere Ergebnisse erzielen als Jugendliche ausländischer Herkunft („2. Generation“), wäre allerdings ein statistischer Fehlschluss. Denn die Familien der in Deutschland geborenen Schüler ausländischer Herkunft („2. Generation“, in der Tabelle 432 Punkte) stammen größtenteils aus der Türkei, und türkischstämmige Migranten schneiden bei PISA besonders schlecht ab.
Bei den Jugendlichen, die selbst zugewandert sind („1. Generation“, 454 Punkte), sind Jugendliche aus Aussiedlerfamilien stärker repräsentiert. Diese sind meist schulisch erfolgreicher. Man kann also nicht sagen, dass sich in Deutschland über die Generationen hinweg die Lage verschlechtert. Im Gegenteil: Innerhalb der einzelnen Herkunftsgruppen scheint die Bildungssituation von Generation zu Generation besser zu werden.
Für jedes einzelne Herkunftsland gilt, dass in Deutschland geborene Jugendliche ausländischer Herkunft („2. Generation“) bessere Ergebnisse erzielen als Jugendliche, die im Ausland geboren wurden. Beispielhaft sei das für den Fall der Jugendlichen aus dem ehemaligen Jugoslawien und der Türkei für den Bereich Mathematik gezeigt. Es gilt in ähnlicher Weise für andere Herkunftsgruppe und die Bereiche Naturwissenschaften und Lesekompetenzen:
| Herkunft der Familie | Migrationsstatus       | 1./2. Generation | Leistungspunkte Mathematik |
| -------------------- | ---------------------- | ---------------- | -------------------------- |
| Ehem. Jugoslawien    | Zugewandert            | 1. Generation    | 420                        |
| Ehem. Jugoslawien    | In Deutschland geboren | 2. Generation    | 472                        |
| Türkei               | Zugewandert            | 1. Generation    | 382                        |
| Türkei               | In Deutschland geboren | 2. Generation    | 411                        |

#### Gründe für das schlechtere Abschneiden der Schüler mit Migrationshintergrund
Es ist möglich, dass das schlechte Abschneiden der Jugendlichen mit Migrationshintergrund bei PISA ein Ergebnis sprachlastiger Testaufgaben ist. Während Baumert und Schümer diese Erklärung als gesichert ansehen, kommen Ramm u. a. zum gegenteiligen Ergebnis.
Neben den Sprachproblemen kommt hinzu, dass ein Großteil der Jugendlichen, deren Eltern im Ausland geboren sind, einen niedrigen sozioökonomischen Status hat, was auch bei Kindern von in Deutschland geborenen Eltern zu schlechteren Bildungsergebnissen führt.

#### Was ist zum Besuch des Gymnasiums oder der Realschule von Jugendlichen mit Migrationshintergrund zu sagen?
Jugendliche mit Migrationshintergrund besuchen seltener ein Gymnasium oder eine Realschule als Jugendliche ohne Migrationshintergrund. Bei Jugendlichen mit Migrationshintergrund findet sich eine Bildungsbeteiligung, wie sie bei Jugendlichen ohne Migrationshintergrund etwa 1970 zu finden war.
Daran scheint primär die Sprache Schuld zu sein.
Baumert und Schümer kommen in einer Analyse im Auftrag des PISA-Konsortiums zu folgendem Schluss:
„Für die Disparitäten der Bildungsbeteiligung  sind primär weder die soziale Lage der zugewanderten Familien noch die Distanz zur Majoritätskultur als solche verantwortlich. Von entscheidender Bedeutung ist vielmehr die Beherrschung der deutschen Sprache auf einem dem Bildungsgang angemessenen Niveau. Für Kinder aus Zuwandererfamilien ist die Sprachkompetenz die entscheidende Hürde in ihrer Bildungskarriere. Bei gleicher Lesekompetenz machen Kinder aus Zuwandererfamilien vom Übergang in einen mittleren oder höheren Bildungsgang tendenziell häufiger Gebrauch als die Altersgleichen, die aus deutschsprachigen Familien stammen“

#### Liegt die geringere Chancengleichheit in Westdeutschland an den vielen bildungsfernen Migranten?
Diese Frage muss verneint werden, wobei die Aktualität der Aussage unklar ist (Aussage von 2002):
„Das wirklich überraschende Resultat der Analysen ist […] der […] deutlich zu erkennende Befund, dass die sekundären sozialen Ungleichheiten unter den 15-jährigen ohne Migrationshintergrund nicht geringer, sondern tendenziell größer als für die Gesamtkohorte ausfallen. Es kann also keine Rede davon sein, dass die Probleme der sozialen Verteilungsgerechtigkeit im engeren Sinne eine Nebenfolge der Zuwanderung sozial schwacher Bevölkerungskreise seien. […] Ein ähnliches Resultat haben zum ersten Mal Lehmann, Peek und Gänsefuß (1997) aus der Hamburger Untersuchung zur Lernausgangslage berichtet. Dies heißt, […], dass das Ost-West-Gefälle […] bei einer Betrachtung ausschließlich von Jugendlichen ohne Migrationshintergrund noch steiler ausfällt.“

#### Welchen Einfluss hat die Familienstruktur auf die PISA-Ergebnisse? (Bereich-Mathematik-Kompetenz)
In allen Ländern der OECD erreichen Jugendliche, die in Kernfamilien leben, höhere Kompetenzmittelwerte in Mathematik als Jugendliche, die bei alleinerziehenden Müttern oder Vätern leben. Am größten ist der Unterschied in den USA. Hier haben Jugendliche aus Kernfamilien einen Vorsprung von 51 Kompetenzpunkten. In Österreich fällt ihr Vorsprung mit nur 5 Punkten am geringsten aus. Auch in Deutschland ist der Vorsprung mit nur 11 Punkten gering. Kinder aus Kernfamilien erreichen 515 Kompetenzpunkte, Kinder von Alleinerziehenden 504 Kompetenzpunkte.
Mehrere Gründe für die Korrelation sind denkbar. Damit Kinder gesund heranwachsen können, ist es wichtig, dass sie in ein soziales Netz eingebunden sind und Bezugspersonen haben. Dies können, nach Meinung vieler Wissenschaftler, Familien eher leisten als Alleinerziehende. Alleinerziehende haben oft geringere zeitliche Ressourcen, was möglicherweise Auswirkungen auf die Leistungsentwicklung hat. Möglicherweise ist aber auch in manchen Ländern unter alleinerziehenden Müttern das durchschnittliche Bildungs- und Herkunftsniveau niedriger, was z. B. die großen Unterschiede zwischen den USA und Deutschland erklären könnte.
In Deutschland leben 16,7 % der Jugendlichen bei einem alleinerziehenden Elternteil.

#### Welchen Einfluss hat die Arbeitslosigkeit eines Elternteiles auf die PISA-Ergebnisse? (Bereich-Mathematik-Kompetenz)
Arbeitslosigkeit ist eine ökonomische und psychische Belastung, die sich negativ auf die Familie auswirken kann. Das ist insbesondere dann so, wenn der Vater arbeitslos ist.
In Deutschland waren 81,8 % der PISA-Väter vollzeiterwerbstätig, 7,6 % waren teilzeiterwerbstätig und 5,5 % arbeitssuchend.
In allen OECD-Staaten hatten die Kinder mit einem vollzeiterwerbstätigen Vater die höchsten Kompetenzwerte in Mathematik. Die Jugendlichen mit einem arbeitssuchenden Vater hatten die niedrigsten. Im OECD Durchschnitt haben die ersteren einen Vorsprung von 46 Punkten. Auch in Deutschland beträgt der Kompetenzunterschied 46 Punkte. Schüler mit einem vollzeiterwerbstätigen Vater erreichen 552 Kompetenzpunkte, Schüler mit einem teilzeiterwerbstätigen Vater 478 Kompetenzpunkte und Schüler mit einem arbeitssuchenden Vater 476 Kompetenzpunkte.

## Kommentare zum Einfluss des sozialen Hintergrundes bei PISA

### Kommentar des Wissenschaftlichen Beirates für Familienfragen des Bundesministeriums für Familie, Senioren, Frauen und Jugend
Der Beirat kommentierte folgendermaßen:

„Die PISA-Studie bestätigt eindrucksvoll die zahlreichen sozialwissenschaftlichen Befunde über die sozialen Disparitäten beim Bildungserfolg der Kinder. […] Dabei hängen Kompetenzentwicklung und Bildungserfolg stark von der besuchten Schulart und den damit verbundenen differentiellen Lernangeboten ab. Der Effekt der Schichtzugehörigkeit der Kinder auf ihre Testleistungen verringert sich deutlich, wenn man berücksichtigt, welchen Bildungsweg sie eingeschlagen haben. Im Verlauf des weiteren Schulbesuches vergrößern sich aber die Unterschiede der Bildungsleistungen zwischen den gleichaltrigen Schülern verschiedener Bildungsgänge. Man muss daher eine kumulative Verstärkung der sozialen Disparitäten im Bildungserfolg der Kinder konstatieren. Schichtspezifische Disparitäten der Bildungsentwicklung der Kinder vor und während der Grundschule, aber auch ein schichtspezifisches Entscheidungsverhalten der Eltern - etwas, was in der PISA-Studie nicht untersucht wurde - führen zu unterschiedlichen Bildungschancen der Kinder an den unterschiedlichen Bildungsgängen, und dies trägt zu einer weiteren Auseinanderentwicklung des Kompetenzerwerb und der bildungsleistungen bei. Dabei wirkt sich verschärfend der Sachverhalt aus, dass die Wahl des Bildungsganges schon zu einem frühen Zeitpunkt, und zwar in fast allen Bundesländern nach dem vierten Schuljahr getroffen werden muss. […] Es wird sehr frühzeitig ein Mechanismus in Gang gesetzt, der unabhängig von den schon vorhandenen sozialen Disparitäten diese aufgrund der einmal getroffenen Entscheidung verstärkt.“

### Kommentar von Maria Böhmer, Beauftragte der Bundesregierung für Migration, Flüchtlinge und Integration
Maria Böhmer kommentierte:

„Es ist bedauerlich, dass Schülerinnen und Schüler aus Zuwandererfamilien noch nicht am PISA-Erfolg teilhaben. Der Bildungserfolg darf nicht von der sozialen Herkunft abhängen. Ich rufe insbesondere die Länder und auch die Migrantenverbände auf, die Selbstverpflichtungen, die sie im Nationalen Integrationsplan eingegangen sind, zügig umzusetzen […] Wir brauchen außerdem mehr Lehrerinnen und Lehrer aus Zuwandererfamilien und wir müssen die Wiederholer- und Abbrecherquote deutlich senken. Die Länder und Kommunen haben sich im Nationalen Integrationsplan dazu verpflichtet, dies innerhalb der kommenden fünf Jahre zu tun. Der Nationale Integrationsplan ist ein Plan für mehr Bildungschancen und gegen Perspektivlosigkeit. […] Wir müssen die Eltern stärken, damit sie ihrer erzieherischen Verantwortung voll gerecht werden können.“

### Vergleich zu anderen Ländern und Bildungstraditionen
In Deutschland wurde lange der freie Zugang zu den Hochschulen als wesentliche Voraussetzung für soziale Mobilität angesehen, die entscheidende Voraussetzung ist aber – wie in den angelsächsischen Ländern schon länger bekannt – die Qualität der frühen (vor)schulischen Bildung. Die Relation zwischen Vorbildung der Eltern und der ausgewählten Ausbildung ist in Deutschland eindeutig höher als in anderen Industrieländern, inklusive der USA. In der VR China, insbesondere in Shanghai ist hingegen mittlerweile der oft zitierte Zusammenhang Armut und mangelnder (Hoch)schulzugang nahezu komplett entkoppelt.